# Libanon
Libanon (arabiska: لُبْنَان, Lubnān), formellt Republiken Libanon, är ett land i Mellanöstern vid östra medelhavskusten. Landet gränsar i norr och öster till Syrien samt i söder till Israel. Huvudstaden i Libanon är Beirut. Libanon heter inte bara Libanon utan kallas också för Mellanösterns pärla.

## Namn
Namnet Libanon har sitt ursprung i ett semitiskt ord för vit, med roten l-b-n, och syftar troligen på det snöklädda bergsområdet i inlandet, Libanonberget.

## Historia
Kuststräckan vid östra Medelhavet har en lång historia. Världshistoriens första civilisationer, Egypten och Mesopotamien, var i tät kontakt med området. Städer som Byblos, Sidon och Tyr var rika och utgjorde feniciernas hemland. Området var dock ofta en underordnad del av större riken: Egypten, Assyrien, Babylon under forntiden, Persiska riket, Alexander den stores rike, Romarriket under antiken, samt det arabiska och Osmanska riket under europeisk medeltid och in i kolonialismens tid.
Till följd av Frankrikes ingripande i mitten av 1800-talet förklarades Libanon självständigt, från Syrien skild provins i det Osmanska riket. Libanonområdet blev 1920 proklamerat som egen stat under Frankrikes NF-mandat (État du Grand Liban). När FN officiellt tillkom den 24 oktober 1945, efter ratificering av FN-stadgan av de fem permanenta medlemmarna i FN:s säkerhetsråd som både Syrien och Libanon var grundande medlemmar av, upphörde det franska mandatet på detta datum och fullständigt oberoende uppnåddes. De sista franska trupperna drogs tillbaka i december 1946.
Libanons oskrivna nationalpakt från 1943 stadgade att landets president skulle vara maronitisk kristen, dess talman skulle vara shiamuslim, dess premiärminister skulle vara sunnimuslim och vice talman för parlamentet samt vice premiärminister skulle vara grekisk-ortodox.
Libanons historia sedan oberoendet har präglats av växlande perioder med politisk stabilitet och oro i kombination med välstånd byggt på Beiruts position som ett regionalt centrum för finans och handel.
Libanon deltog i 1948 års arab-israeliska krig efter att staten Israel hade utropats, vilket var upptakten till Israel-Libanon-konflikten. Ankomsten av palestinier 1948–1949 och 1970–1971 rubbade den ömtåliga balansen. Stora motsättningar fanns mellan privilegierade och de missgynnade – druser, shiiter, muslimsk vänster och vissa kristna. Dessa grupper, som hade gått samman i Nationella rörelsen, krävde reformer och sekularisering. 1975 utbröt ett blodigt inbördeskrig, som kom att vara i 16 år. Det avslutades i samband med Syriens militära intervention. 1982 invaderades Libanon av israeliska soldater efter 4 år av strider vid gränsen mellan Libanon och Israel och samma år nådde de Libanons huvudstad Beirut, som enligt Israel anfölls i syfte att hitta ledarna för PLO. De israeliska soldaterna lämnade Libanon i maj 2000 efter många år av strider, men stannade kvar i det omtvistade Shebaaområdet.
Efter mordet på den förre premiärministern Rafiq Hariri i februari 2005 tvingades Syrien att lämna landet och den 26 april lämnade de sista syriska trupperna Libanon. Det fria parlamentsvalet i juni 2005, det första på 29 år utan syriska ockupationstrupper i landet blev en stor seger för den antisyriska oppositionen med den mördade Hariris son Saad Hariri i spetsen.
Trots att israelerna lämnade södra Libanon år 2000 har relationerna mellan Israel och Libanon fortsatt att vara spända längs gränsen. Detta på grund av att Israel har libaneser fängslade i Israel. Libanesiska regeringen hävdar att Shebaagårdarna fortfarande är under ockupation av Israel och israelerna hävdar att området tillhör dem. Israel har vid flera tillfällen beskjutit civila mål inne i Libanon som varit misstänkta för samarbeten med PLO eller Hizbollah, samt kränkt libanesiskt luftrum genom att flyga med stridsflyg lågt över huvudstaden Beirut och därigenom spränga ljudvallen.
Konflikten eskalerade 2006 (se Israel-Libanon-krisen 2006) till något som närmade sig fullskaligt krig efter att Hizbollah i attacker hade tillfångatagit israeliska soldater för att kunna växla dem med sina egna soldater. En beväpnad Hizbollah-grupp hade attackerat två israeliska militärfordon som patrullerade i gränsområdet, och tre israeliska soldater dödades, tre skadades och två togs tillfånga. Det var omtvistat om denna attack skedde på israeliskt eller libanesiskt territorium. Enligt Israel och de flesta nyhetsbyråer inträffade attacken på den israeliska sidan om gränsen, mellan byarna Zar'it och Shtula. Hizbollah sa i ett uttalande den 12 juli att de israeliska soldaterna tillfångatogs "på gränsen till det ockuperade Palestina". Hizbollahs ledare, Hassan Nasrallah, sade samma dag att en militär operation inte kommer att få de tillfångatagna israelerna frigivna. Enda möjligheten att få tillbaka dem var genom indirekta förhandlingar och en fångutväxling, enligt Nasrallah. Libanesisk polis och Hizbollah har enligt några källor sagt att de israeliska soldaterna tillfångatogs i södra delen av Libanon En israelisk styrka sändes genast in i Libanon för att förfölja angriparna. En stridsvagn körde då på en mina ungefär 70 meter norr om gränsen och alla fyra i besättningen omkom. Ytterligare en israelisk soldat dödades vid den eldstrid som följde då man försökte återta kropparna. Sammanlagt dödades åtta israeliska soldater, två tillfångatogs och fem skadades. 
Israelisk flotta genomförde en kustblockad av landet och bombade militära och civila mål i jakten på Hizbollah. Infrastruktur som Beiruts internationella flygplats och dess västra motorvägsförbindelse till Syrien bombades och skadades.
Säkerhetsläget i Libanon har på senare tid försämrats som en konsekvens av den pågående konflikten i grannlandet Syrien och den ökande polariseringen mellan i synnerhet sunnitiska och shiitiska aktörer blir allt påtagligare i landet. Dessa politiska och sekteristiska spänningar har lett till en våldsspiral av bland annat terrorattacker och väpnade sammanstötningar i flera delar av landet. En dryg miljon syriska flyktingar i Libanon innebär även avsevärda ekonomiska och sociala utmaningar.
Konflikten mellan Hizbollah i Libanon och Israel trappas upp. I början av oktober 2024  inleder Israel en markinvasion av södra Libanon efter att under några veckor ha bombat mål i hela landet. Syftet är att förstöra Hizbollahs förmåga att angripa Israel från libanesiskt territorium. Hizbollah har under nära ett år beskjutit norra Israel i soldaritet med Hamas. I ett av de israeliska anfallen dödas Hizbollahs högste ledare Hassan Nasrallah.
Försvarschefen Joseph Aoun valdes till president i Libanon i januari 2025. Valet i det splittrade landet lyckades till slut, efter det att posten stått tom i nästan två och ett halvt år.

## Geografi
Libanon ligger i Mellanöstern och gränsar i norr och öster mot Syrien, i söder mot Israel samt i väster mot Medelhavet. Landet har en area på nästan 11 335 km², något större än Skåne.
Landet är ungefär 20 mil från nord till syd och ungefär 5 mil brett. Kuststräckan vid Medelhavet består i nord och syd av långsträckta sandstränder medan sträckan däremellan är mer omväxlande. Kustområdet är uppodlat och genomkorsas av floder. Området är Libanons mest tätbefolkade med flera historiskt intressanta städer.
Från nord till syd sträcker sig två parallella bergskedjor. Närmaste kusten sträcker sig bergskedjan Libanon som brukar indelas i Amil i söder, Chouf i mitten och Libanonberget i norr med den högsta toppen Qurnat as Sawda, 3 087 meter över havet. Längre in i landet ligger bergskedjan Anti-Libanon med berget Hermon i söder, 2 817 meter över havet.
Mellan bergskedjorna ligger Bekaadalen på ungefär 800 meters höjd över havet. Dalen är 177 kilometer från norr till syd men endast 10–16 kilometer bred. Dalen är uppodlad och genom den flyter floden Litani söderut. Längre norrut rinner Nahr al-Asi (Orontes) mot norr genom Syrien till sitt utlopp i Medelhavet väster om Antakya (Antiokia) i Turkiet. Dalen är en del av den riftdal som sträcker sig från Östafrika upp till Turkiet.
Längs kusten råder medelhavsklimat - långa varma somrar med milda regniga vintrar. Bekaadalen har ett svalare klimat och uppe i bergen kan man tala om alpklimat.

## Styre och politik

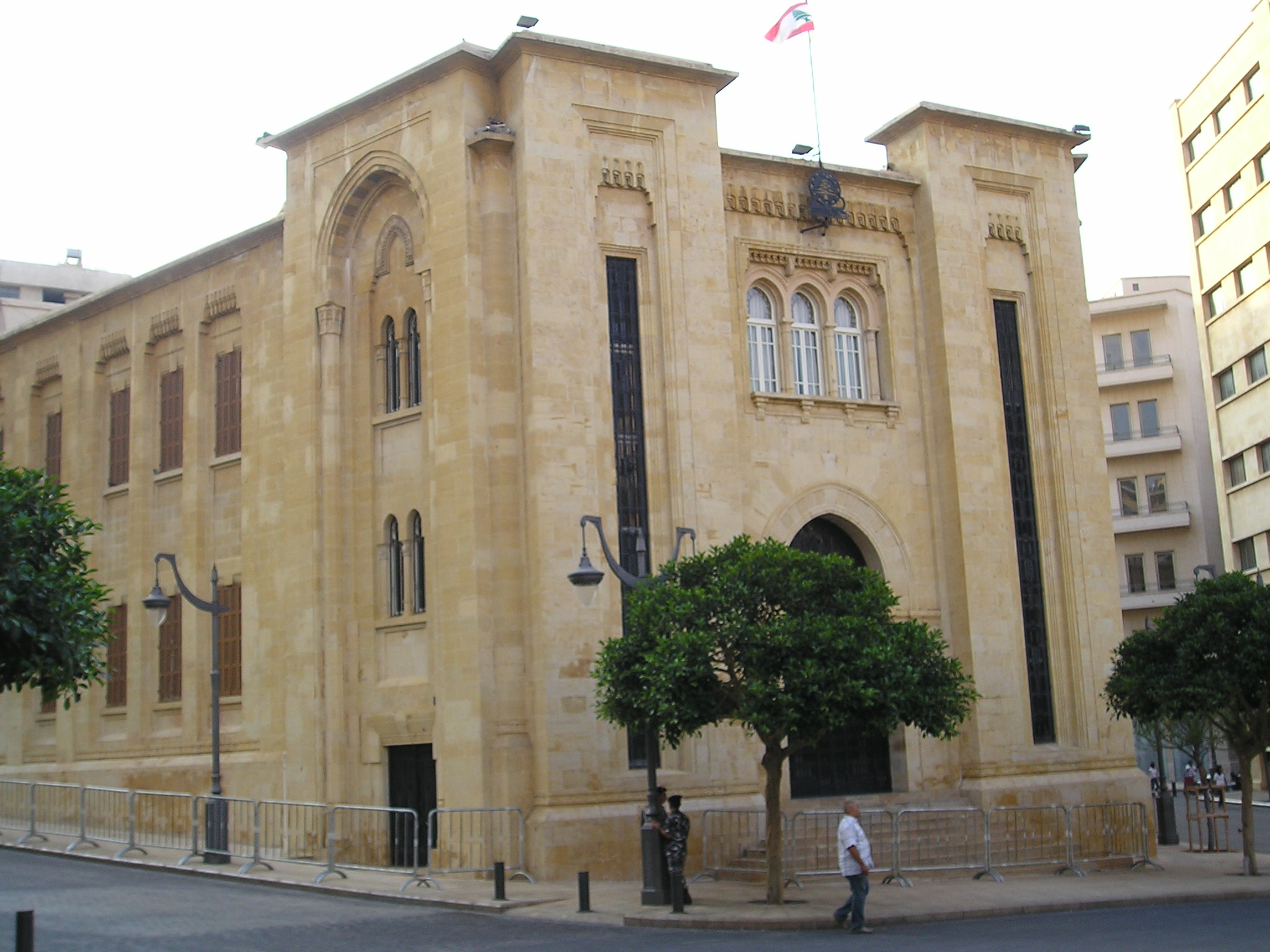
Libanons parlament.

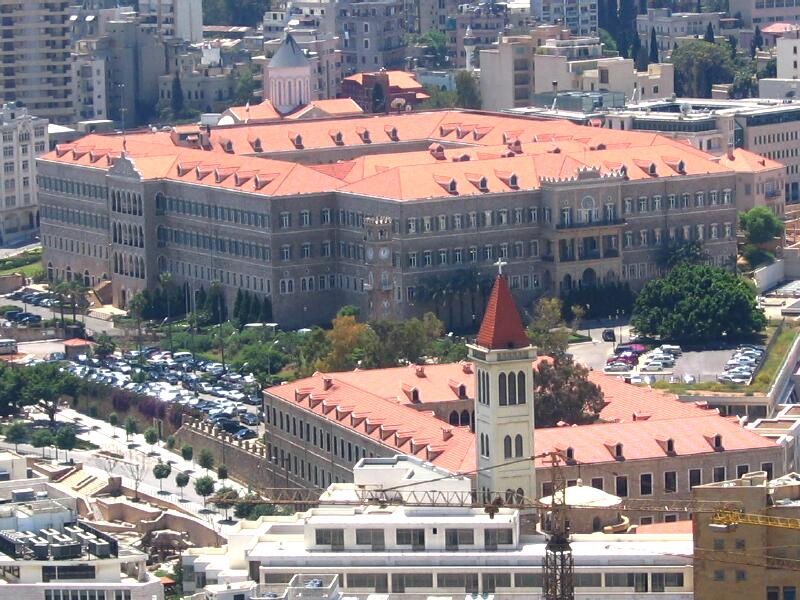
Regeringshuset i Beirut.

Libanon är ett oerhört heterogent samhälle och enligt konstitutionen skall alla folkgrupper garanteras plats i statsstyrelsen. Efter 1970- och 1980-talets inbördeskrig hölls demokratiska val för första gången på årtionden 1992. Parlamentets mandattid är fyra år, och enligt konstitutionen utser parlamentet presidenten, vars mandattid är sex år. Libanon är tillsammans med Israel den enda demokratin i Mellanöstern.
Politiken i Libanon påverkas starkt av religion. År 1943 skrev landets då sittande ledning på ett avtal, den så kallade Nationella pakten, (al Mithaq al Watani) som bland annat reglerade vilken religion regeringens ämbetsmän skulle tillhöra. Detta avtal kom senare att permanentas i landets konstitution då man 5 november 1989 undertecknade Taif-avtalet. Detta avtal utarbetades av en kommitté som bestod av Marockos och Saudiarabiens kungar och Algeriets president och avtalet innebar att en vapenvila skulle ingås och att Libanons parlament skulle diskutera en ny överenskommelse som skulle återställa maktbalansen mellan kristna och muslimer. Därmed skall parlamentet bestå av kristna, druser och muslimer. Presidenten skall vara kristen tillhörande den Maronitiska kyrkan, talmannen i parlamentet skall vara en shiamuslim och premiärministern skall vara en sunnimuslim.
I och med att avtalet hade ingåtts kunde författningen ändras, Beirut återförenas och centralmakten kunde hävda sin auktoritet.

### Administrativ indelning
Libanon är indelat i sex guvernement (mohaafazaat, arabiska: محافظات —;singular mohafazah, arabiska: محافظة) vilka är indelade i tjugofem distrikt (aqdya—singular: qadaa). Distrikten är i sin tur indelade i kommuner.

### Mänskliga rättigheter
HBTQ-rörelsen förföljs av polis och den första Pride-paraden organiserades år 2017, men tvingades omorganisera till en privat tillställning efter Association of Muslim Scholars hotade med att hålla en motdemonstration och hot ifrån polisen som regelbundet gör razzior mot HBTQ-barer.

## Ekonomi och infrastruktur
Ända sedan inbördeskrigets slut har en del av Libanons ekonomi gått till reparationer av byggnader. Landet har nu goda ekonomiska tillgångar och är ett av de länder med bäst välfärd i Mellanöstern. De senaste åren har Libanons ekonomi förbättrats avsevärt och blir bättre. Sedan 90-talet har man strävat efter att åter bli Mellanösterns bankcentrum. Från 1960 till 2006 ökade den personliga inkomsten (GDP per capita by Purcashing Power Parities) från 2 400$ till 3 676$ år 2006 (priser i internationella dollar fixerade till 1990). Under samma period ökade den förväntade livslängden i Libanon från 61 år 1960 till 72 år 2006. Enligt en uppskattning i CIA-factbook 2010 så var inkomsten $14 200.
År 2020 var Libanon inne i en nationell finanskris, som förvärrats av Coronaviruspandemin 2019–2021 samt explosionerna i Beirut 2020. Libanon var ett av världens mest skuldsatta länder, i förhållande till BNP. Arbetslösheten var mycket hög, och en tredjedel av befolkningen levde i fattigdom. Strömavbrott förekom nästan dagligen. Till det kom 2020, efter en sprängämneskatastrof (Explosionerna i Beirut 2020), Libanons ekonomi är i fritt fall, med hot om statsbankrutt och skriande behov av internationella krislån. 

### Råvaror
Libanon har flera naturtillgångar, där kalksten, salt och järn är de mest framträdande.

### Infrastruktur

#### Transporter
Kommunikationerna blev helt eller delvis förstörda under inbördeskriget som varade under 1970- och 1980-talen. Idag har dock stora delar återuppbyggts och där det inte har återställts ännu planeras detta genomföras.
Totalt sett har Libanon en förhållandevis ojämn vägstandard. De mindre vägarna kan vara smala och slingriga. Ändå har utbyggnader skett. Under tiden före inbördeskriget investerades en del i utbyggnader av vägar och vid Beirut byggdes en del större vägar också. Under inbördeskriget satsades det inte alls på vägnätet. Istället kom detta att förfalla och vissa delar kunde även förstöras. Idag satsas det stort på vägnätet. Med Beirut som utgångspunkt går idag två viktiga motorvägar varav den ena i sydlig och den andra i nordlig riktning. Båda motorvägarna går till stor del längs med kusten. Ännu så länge leder inte motorvägarna ända fram till någon gräns men planer finns på att förlänga motorvägarna till Syrien till Damaskus. Den norra motorvägen håller redan på att förlängas mot gränsen till Syrien och på sikt kommer den att kopplas ihop med en syrisk motorväg. På lång sikt kommer detta att innebära en motorvägsförbindelse som kopplar ihop de libanesiska motorvägarna med de europeiska då planer om att bygga ihop motorvägarna i Mellanöstern både med varandra och med Europas motorvägssystem.

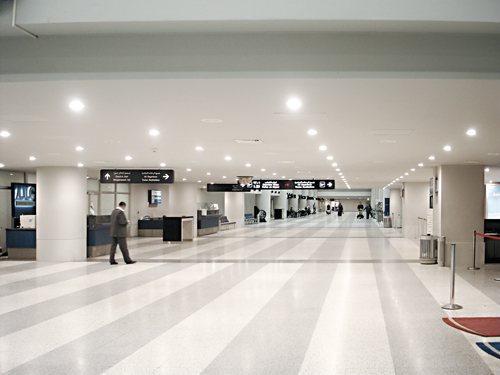
Beirut-Rafic Hariris internationella flygplats.

Beiruts största internationella flygplats är Beirut-Rafic Hariris internationella flygplats varifrån ett flertal större flygbolag flyger. Flygplatsen, som är byggd 1954, var en större internationell mötespunkt under åren från 1950-talet och fram till 1970-talet. 1977 genomgick flygplatsen en viss renovering. Från och med slutet av 1990-talet har flygplatsen genomgått en större renovering och är idag en mycket modern flygplats med hög standard och är fullt jämförbar med moderna flygplatser i Europa. Under den tid då stridigheter pågick i Libanon blev även flygplatsen utsatt. Attacker och attentat förekom i vissa fall. MEA (Middle East Airlines) är Libanons statliga flygbolag; de har använt sin flygplansflotta för att evakuera libanesiska minoriteter från Sierra Leone under inbördeskriget där.
Ett litet antal järnvägar har funnits i Libanon. Idag är inte dessa järnvägar i drift då de har skadats genom det tidigare inbördeskriget. När järnvägarna var i drift gick framförallt en järnvägslinje från Beirut och norrut till Syrien. Denna gick längs med kusten och utmärkande för denna järnväg var havsutsikten. På denna järnvägslinje gick regelbundet sovvagnar till Aleppo och vidare till den asiatiska delen av Istanbul. Dessa sovvagnar gjorde det möjligt att åka tåg till Europa trots att detta tog flera dagar och krävde byten i Istanbul. Dessa sovvagnar försvann när inbördeskrigen var igång och därefter användes järnvägarna enbart till lokal trafik med rälsbussar. Under 1980-talet fanns en del av dessa rälsbussar kvar men trafiken var mycket sparsam och någon möjlighet att resa längre sträckor fanns inte, ännu mindre ut ur landet. Under 1990-talet var också denna trafik med rälsbussar borta. Järnvägsnätet är idag i dåligt skick och bitvis ej användbart. Trots detta finns några rälsbussar kvar och väntar på att eventuellt kunna användas. Detta är dock mindre troligt då dessa är från 1950-talet och har uppnått hög ålder idag. Det är därför troligare att de får tag på andra typer av järnvägsfordon i bättre skick. Trots järnvägarnas skick finns planer på återuppbyggnad av järnvägsnätet. Även internationella tåg likt de gamla sovvagnarna finns med i planerna men i modernare form. Ännu har dock inte återuppbyggnadsarbetet inletts då andra projekt prioriteras före detta.

#### Utbildning
Skolgången i Libanon är obligatorisk men inte gratis de första åtta åren och andelen som deltar i undervisningen är 99 procent. Läs- och skrivkunnigheten i befolkningen var 2011 97,4 %.

## Befolkning

### Demografi

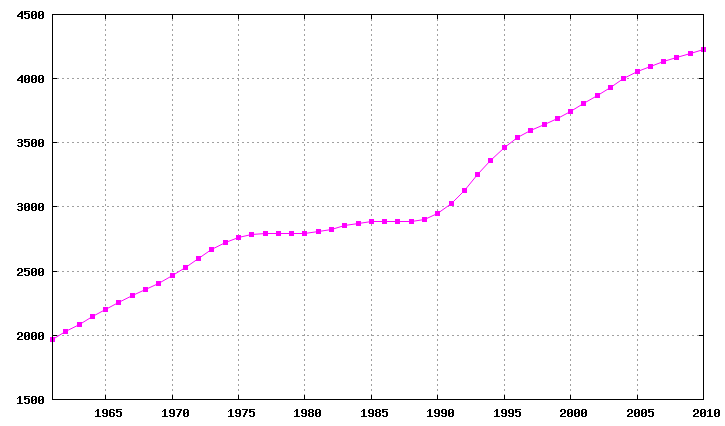
Befolkningsutvecklingen i Libanon 1961-2003

I Libanon har det inte företagits någon folkräkning sedan 1932 och alla uppgifter om de olika folkgruppernas storlek är mycket osäkra. 

#### Minoriteter
År 1932 uppgick de kristnas andel av befolkningen till 51,3 procent och muslimer och druser till 48,3 procent. I början av 1980-talet uppskattades de kristnas andel till drygt två tredjedelar och muslimernas och drusernas andel till en tredjedel. År 2012 uppskattades 54 procent av befolkningen vara muslimer, 5,6 procent druser och 40,4 procent kristna. Dessutom fanns ett mycket litet antal judar, bahá'íer, buddhister, hinduer och mormoner.
Maroniter (assyrier/syrianer till etnicitet ursprungligen) är syriska kristna. Deras historia går tillbaka till 600-talet, då de bröt sig loss från den syrisk-ortodoxa kyrkan och blev en självständig kyrka samtidigt som de lierade sig med Rom (se katolicism) under Johannes Marons styre. Då var de bosatta på Libanonbergets norra sluttningar och försörjde sig på jordbruk. I takt med att befolkningen ökade spred sig maroniterna, främst åt söder, till olika platser ned till norra Galiléen. Under 1800-talet började många maroniter att flytta till städerna längs kusten, främst Beirut. I början av 1980-talet uppgick den maronitiska befolkningen till omkring 1 000 000 människor.
Armenierna utgör runt 5 procent av Libanons befolkning. Det finns armeniska politiska partier och flera organisationer. Den tidigare presidenten Émile Lahoud är född av en armenisk mor och en far som var maronit.
Araber beräknas upp till 95 procent av befolkningen.
Shiamuslimerna återfinns i tre geografiska områden, regionen Jebel Amil i södra Libanon, norra Bekaadalen och Beiruts södra förorter. I början av 1980-talet uppskattades deras antal till drygt en miljon människor. Traditionellt är de shiamuslimerna i det bördiga Jebel Amil som har haft en dominerande ställning. På 1960-talet började shiamuslimer att söka sig in mot städerna, framför allt Beiruts södra förorter. Sedan 1960-talet har också shiamuslimernas välbärgade ledare fått se sin ställning utmanad av religiösa ledare. Hos dessa religiösa ledare finns starka band med Iran. Sunnimuslimerna i Libanon uppgick till drygt 600 000 personer i slutet av 1970-talet. Många sunnimuslimer har sedan generationer varit bosatta i kuststäderna. Det osmanska riket styrdes av sunnimuslimer och många sunnimuslimer i Libanon har traditionellt haft familje- och affärsband utanför Libanon, exempelvis Syrien. Under efterkrigstiden har många sunnimuslimer kämpat för att Libanon ska gå samman politiskt med Syrien. Men efter mordet på den förre premiärministern Rafiq Hariri i februari 2005, har mer än 90 procent av sunnimuslimerna tagit avstånd från Syrien.
Druserna i Libanon är den minsta av de fyra folkgrupperna i Libanon, i slutet av 1970-talet uppgick gruppen till omkring 250 000 människor. Traditionellt var de bosatta på Libanonbergets södra sluttningar och på berget Hermon i gränsområdet till Syrien och Israel. På 1500-talet hjälpte druserna de osmanska turkarna att erövra Libanon från de egyptiska mamlukerna och som tack fick druserna en ledande ställning för att styra det erövrade området. Deras ställning gentemot omgivande grupper har understrukit betydelsen av intern solidaritet med andra druser och betydelsen av att kunna försvara sig med våld. Drusernas religiösa ledare har haft en viktig roll inom gruppen.

#### Migration
Mer än en miljon människor har flytt över gränsen till Libanon sedan stridigheter utbröt i Syrien 2011 (Syriska inbördeskriget). Det innebär att landet har störst antal flyktingar per capita i världen. 

### Religion
För att förstå islams nyreformering i Libanon måste man förstå att den dominerande realiteten under 1970- och 1980-talen har varit inbördeskrig. Dessförinnan betraktades Libanon allmänt som ett av de mest stabila och västorienterade länderna i Mellanöstern.
Shiamuslimska grupper i området har traditionellt haft mindre makt än de två andra stora grupperna; de maronitiska kristna och sunnimuslimer. Landet som länge administrerades av Frankrike genomförde en folkräkning år 1932 som kom fram till att de maronitiska kristna var den största befolkningsgruppen, sunnimuslimerna kom på andra plats och shiiterna var enligt denna räkning den minsta gruppen. Nyckelpersoner i rikets styrelse kom att vara reserverade för dessa olika befolkningsgrupper. Som exempel kan nämnas att presidenten i Libanon skulle vara från den kristna gruppen, premiärministern skulle vara sunnimuslim och parlamentets talman shiamuslim, enligt konstitutionen.
Shiitiska organisationer som Hizbollah kom dock att spela en betydande roll i inbördeskriget och en av de viktigaste händelserna i Libanons nutidshistoria är just framväxten av ett självsäkert om dock splittrat shiasamfund.
En viktig person för dessa förändringar är Musa Sadr. Sadr var en iranskfödd shiitiskt lärd imam som 1974 startade en shiitisk rörelse i Libanon; "De berövades rörelse" (senare Amal). Med strejker och demonstrationer ville han reformera systemet så att det tog hänsyn till den demografiska situationen idag, då shiiterna vuxit sig större än de var vid folkräkningen 1932. Sadr var från början emot varje form av våldsaktioner men den politiska realiteten i Libanon fick honom att med tiden ändra sin uppfattning.
Enkelt kan man säga att det är fyra punkter som bidragit till avancerande av Libanons shiiter och deras politik.
1. Inbördeskriget 1975
2. Sadrs försvinnande 1978. Sadr försvann mystiskt 1978 i ett besök i Libyen och blev efter det något av en kultsymbol för de shiitiska rörelserna.
3. Iranska revolutionen 1978–1979 hjälpte till att höja känslan av shiamuslimsk stolthet och vittnade samtidigt om den shiitiska trons och ideologins makt.
4. Israels invasion av Libanon 1978 och 1982 samt bombningen av USA:s ambassad i Beirut 1983
5. Israels invasion av Libanon 2006.

Efter revolutionen i Iran som kom flera av de shiitiska rörelserna i Libanon att stärkas inte bara genom den psykologiska effekt revolutionen haft utan också på grund av att man fick ekonomiskt bistånd från Iran. Organisationer som Islamiska Amal, Hizbollah och Islamiska Jihad började kraftfullt att kräva en islamisk republik i Libanon. Som modell hade man Ayatolla Khomeini och hans Iran.
När Sadr försvunnit kom hans rörelse att utvecklas i två linjer. En mer pragmatisk ledare, Nabih Berri, tog över efter Sadr, och i och med det närmade sig Amal den kristna gruppen i Libanon. Israels massaker i flyktinglägren i södra Libanon och ryktena att de begåtts med hjälp av en kristen milis gjorde att ungdomar och iranskt influerade aktivister vände sig mot ledningen i Amal. 
En annan viktig faktor till att de islamistiska grupperna växte sig starkare var att proiranska religiösa ledare runt om i Libanon erbjöd gruppen Hizbollah vägledning. Man lät också moskéer fungera som centraler för organisationens rekrytering. I slutet 1980-talet hade Hizbollah vuxit starkt och blivit något av en paraplyorganisation för diverse grupper. Bland annat hade de skugglika Islamiska jihad allierat sig med organisationen.
Efter inbördeskrigets slut var både det mer moderata Amal och Hizbollah etablerade politiska krafter i Libanon. Hizbollah deltog i politiken och samhället i norra Libanon som en moderat part samtidigt som man fortsatte den militanta kampen mot Israel i söder.

## Kultur

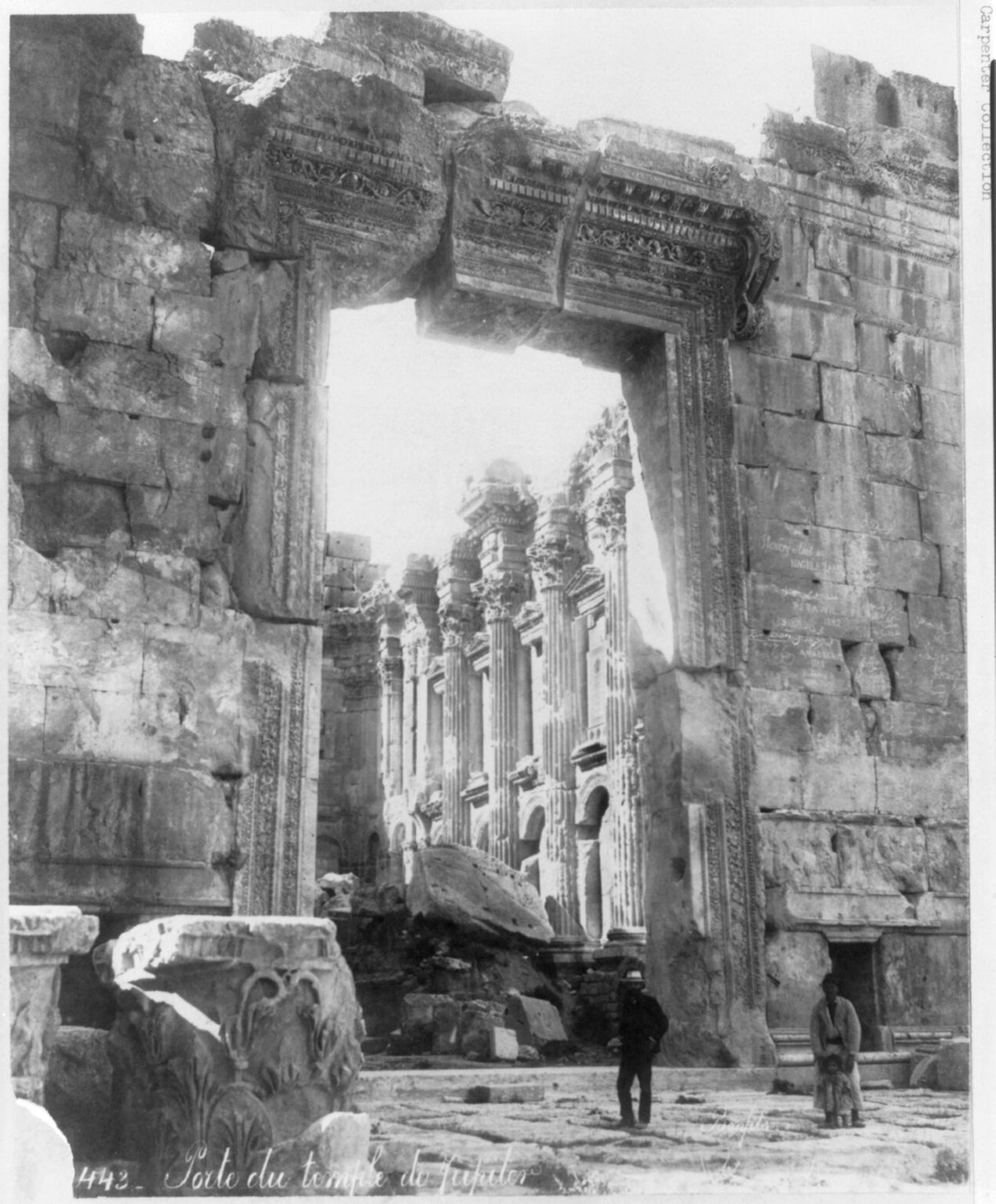
Jupiters tempel, ett av Libanons världsarv.

Libanon har en mångfaldig och levande kultur. I landet finns fem av världens kulturarv. Libanon är medlemsstat i Organisation internationale de la francophonie. Därför är de flesta libaneser tvåspråkiga; arabiska och franska. Engelska har blivit mycket populärt, speciellt bland universitetsstuderande. Kodväxling mellan engelska, franska och arabiska är vanligt. Landet är inte bara en plats där kristendom blandas med islam, det är också den arabiska inkörsporten till Europa och Europas bro till arabvärlden.

### Konstarter

#### Film
Det har gjorts film i Libanon sedan 1930, och landet har producerat över hundra filmer. Berömda regissörer är Rahbani Brothers.

### Traditioner

#### Matkultur
Libanesiska köket är en smakrik matkultur med influenser från Mellanöstern, Iran och Europa. Kryddor som kryddpeppar, kardemumma, sumak och bladpersilja används flitigt. Olivolja och nötter är vanliga ingredienser, och sallader som tabbouleh och fattoush är populära.
Meze är ett kännetecken för det libanesiska köket – små rätter som hummus, vinbladsdolmar och kebbe serveras som förrätt eller huvudmåltid. Huvudrätter består ofta av kött som lamm, kyckling eller fisk, ofta marinerat och grillat. Soppor och bröd som pitabröd är också vanliga.
Sötsaker som baklava och desserter med apelsinblomvatten är typiska för Libanon. Bakverk som "Layali Lebnan" och "Riz bel halib" är populära exempel.

## Internationella rankningar
| Organisation                                | Undersökning                   | Rankning   |
| ------------------------------------------- | ------------------------------ | ---------- |
| Heritage Foundation/The Wall Street Journal | Index of Economic Freedom 2019 | 154 av 180 |
| Reportrar utan gränser                      | Pressfrihetsindex 2019         | 101 av 180 |
| Transparency International                  | Korruptionsindex 2018          | 138 av 180 |
| FN:s utvecklingsprogram                     | Human Development Index 2018   | 93 av 189  |